# The Albert (Detroit)
The Albert, también conocido como el Griswold Building, es un antiguo edificio de oficinas que lleva el nombre del arquitecto Albert Kahn, ubicado en 1214 Griswold Street en el Downtown de Detroit, Míchigan. Fue incluido en el Registro Nacional de Lugares Históricos en 1980 y es parte del Distrito Histórico de Capitol Park. En 2014 fue renovado y adaptado para uso residencial.

## Historia
The Albert fue construido en 1929 como un edificio de oficinas en el antiguo emplazamiento del Teatro Miles, y más tarde se convirtió en uso residencial en la década de 1980 como edificio de apartamentos para personas mayores.
Fue renovado a partir del otoño de 2014. La renovación convirtió las viviendas para personas mayores de la Sección 8 del HUD del edificio en 127 apartamentos a precio de mercado, con 1.300 metros cuadrados de área comercial en el primer piso.

## Descripción
The Albert tiene 12 pisos, mide 53 metros de altura, y cuenta con 127 unidades / habitaciones. El rascacielos fue diseñado por Albert Kahn y es un ejemplo de su paso del art déco al streamline moderne. La fachada se divide en dos secciones: una porción inferior de tres pisos con piedra caliza y dividida en nueve bahías, y una porción superior de nueve pisos construida de ladrillo con cinco bahías centrales alejadas de la fachada principal.